# Roca Blues
Roca Blues è il secondo album in studio del cantautore italiano Pierangelo Bertoli, pubblicato autoprodotto nel 1975.

## Descrizione
Inizialmente uscito come vinile (e a nome Angelo Bertoli), è stato pubblicato sotto forma di CD nel 2001.
Nella copertina del disco vi è un affresco del 1500 raffigurante Sassuolo; sul retro, oltre alla tracklist, vi è una foto del cantautore assieme alla cugina.
Tutte le canzoni sono state poi pubblicate, con arrangiamenti diversi o in diverse versioni, negli album successivi, tranne Il prato. La canzone Dell'uomo ha avuto, nella reincisione presente nel disco Certi momenti, il titolo cambiato in E poi, mentre Nina nana è diventata Alete e al ragasol nell'album S'at ven in meint.
Il batterista Gianni Bertoli è il fratello del cantautore, e negli anni '60 era stato musicista di Caterina Caselli.

## Tracce
Lato A
Testi e musiche di Pierangelo Bertoli dove non altrimenti indicato.
1. Dell'uomo
2. Prega Crest
3. La bala
4. Eppure soffia
5. Nina nana (musica: Marco Dieci)
6. Sunem el campanaun (musica: Marco Dieci)

Lato B
Testi e musiche di Pierangelo Bertoli dove non altrimenti indicato.
1. L'ot ed setember
2. Per dirti t'amo
3. A sembreva facil (musica: Marco Dieci)
4. Vedere il quartiere
5. Roca Blues
6. Il prato

## Formazione
- Pierangelo Bertoli – voce, chitarra acustica
- Marco Dieci – tastiera, cori, pianoforte, chitarra acustica
- Francesco Coccapani – chitarra
- Gigi Cervi – basso
- Gianni Bertoli – batteria, percussioni

## Cover
Nel 2009 Luca Carboni ha realizzato una cover di Eppure soffia, contenuta nel suo album Musiche ribelli.